# 染谷一雄
染谷 一雄（そめたに かずお、1912年（大正元年）9月19日 - 1980年（昭和55年）11月30日）は、日本の囲碁棋士。滋賀県出身、久保松勝喜代名誉九段門下、日本棋院関西総本部所属、九段。第4期本因坊戦最終予選ベスト4など。重厚で力戦型の棋風。

## 経歴
滋賀県神崎郡（現・東近江市）に生まれる。父は京都から無医村の永源寺町に派遣されて住み着いていた医師で、囲碁好きだった。9歳の時に片足が不自由になったため、父は体が不自由でも成功できる道のある囲碁を熱心に教えるようになった。京都で腕を磨き、1926年に久保松勝喜代に入門。1927年初段。1932年大手合春期乙組優勝、三段。1939年四段。その後も1941年まで内弟子を続け、久保松門の塾頭格として後輩を指導した。
1943年五段。1946年の第4期本因坊戦で、一次予選トーナメントでは光原伊太郎、鍋島一郎、加藤信に勝って勝抜き、挑戦者決定トーナメントでは1回戦で高川格に勝つが、準決勝で木谷實に敗れた。
1949年六段。1950年の日本棋院と関西棋院の東西対抗戦では林有太郎に敗れる。その後の関西棋院独立においては日本棋院との協調派側となり、新設された日本棋院関西総本部に所属する。1953年七段。1963、64年に沖縄へ囲碁指導。1972年八段。1979年引退、贈九段。1980年に大阪市の十三市民病院で死去。